# Super A'can
Il Super A'can è una console venduta esclusivamente a Taiwan nel 1995 da parte di Funtech Entertainment (nome originario Dunhuang Technology 敦煌科技), che era una sussidiaria di United Microelectronics Corporation (UMC). A prima vista sembrerebbe essere un clone del Super Nintendo in cui il case ed i joypad sono molto simili a quelli della versione giapponese; al suo interno vi è però un Motorola 68000, come accade per il Sega Genesis/Mega Drive e per il Neo Geo.
È stata confermata per il sistema l'esistenza di almeno dodici giochi.
Sebbene l'A'can fosse una console sufficientemente potente per il suo tempo e che disponeva del supporto di diverse delle maggiori aziende produttrici di software di Taiwan, si rivelò un fallimento sul mercato per diverse ragioni: il suo costo iniziale era troppo alto per chi era interessato al prodotto, e nuovi sistemi più potenti con tecnologia 3D apparvero nello stesso momento sul mercato (per esempio PlayStation di Sony). Inoltre, gli sviluppatori erano stati spinti a terminare la realizzazione dei giochi il più velocemente possibile (usando una suite di sviluppo software ostica e scarsamente documentata), facendo sì che i giochi per l'A'can non fossero nulla di speciale.
A'can vendette così poco sul mercato durante la sua breve apparizione, che comportò all'azienda una perdita di oltre 6 milioni di dollari USA. Alla fine, l'azienda distrusse tutti i materiali di sviluppo e produzione della macchina e vendette i rimanenti sistemi negli USA come rottami.

## Caratteristiche tecniche
- CPU
  - Processore principale: Motorola 68000 (o equivalente) a 16-bit con clock a 10.74 MHz
  - Processore secondario: MOS 6502 ad 8-bit con clock a 3.58 MHz
- Ingressi Joypad: Due connettori DE-9M (connettori D-subminiature maschi a 9-pin) sul fronte della console, identici a quelli del Sega Genesis/Mega Drive (sebbene non compatibili con i joypad del Genesis/Mega Drive)
- Memoria
  - RAM del sistema principale: 64KByte
  - RAM del sottosistema: 32KByte
- UMC chip proprietari:
  - UM6618 - processore per sfondi e animazioni
  - UM6619 - processore per audio, musica e controllo periferiche
- Memoria video (VRAM): 128KByte
- Grafica
  - 320x240 pixel con 256 colori da una tavolozza di 32,768 colori.
  - Fino a 4 piani di sfondi
  - Sprite: 40 per linea, 320 per schermata(frame), dimensioni massime 256x256, 256 o 16 colori
  - Effetti: Zoom, rotazione, mosaic, blending, prospettiva, distorsione, ecc..
- Sonoro: PCM Stereo a 16-tracce
- Massima dimensione di una cartuccia: 112 MB
- SRAM delle cartucce: da 16 a 64 KB

## Lista dei giochi
- F001: Formosa Duel
- F002: Sango Fighter
- F003: The Son of Evil
- F004: Speedy Dragon/Sonic Dragon
- F005: Super Taiwanese Baseball League
- F006: Journey to the Laugh (aka C.U.G.)
- F007: Super Light Saga - Dragon Force
- F008: Monopoly: Adventure in Africa
- F009: Gambling Lord
- F010: Magical Pool
- F011: Boomzoo
- F012: Rebel Star